# 多米尼克·纽曼
多米尼克·纽曼（英語：Dominic Newman，1996年11月7日—），新西兰男子曲棍球运动员。他曾代表新西兰国家队参加2018年英联邦运动会曲棍球比赛，获得一枚银牌。